# Юхтман, Яков Петрович
Яков Петрович Юхтман (англ. Jacob Yuchtman (Yukhtman); 14 января 1935, Воронеж — 26 января 1985, Нью-Йорк, Нью-Йорк) — советский и американский шахматист, мастер спорта СССР (1957).

## Биография
Научился играть в шахматы в 13 лет в Ташкенте, где жил с матерью после эвакуации (отец погиб на фронте). Быстро добился высоких результатов в юношеских и взрослых соревнованиях.
В 1951 г. переехал в Одессу. После службы в армии жил в Москве, в 1957 г. получил звание мастера спорта. Представлял общество «Спартак» (Москва).
Отличался крайне вспыльчивым характером, неоднократно нарушал спортивную дисциплину.
В августе 1959 г., во время Спартакиады народов СССР около входа в Центральный шахматный клуб устроил драку с мастером С. А. Халилбейли. Во время разбора инцидента на заседании дисциплинарной комиссии заявил следующее: «Действительно, перед входом в клуб, на глазах у общественности драться не следовало. Но потом в буфете я врезал ему по делу». Примерно в то же время пришел в ЦШК в нетрезвом виде, устроил дебош и укусил за палец директора клуба Б. П. Наглиса.
В конце того же 1959 г. участвовал в юбилейном чемпионате Тюменской области (по просьбе областной шахматной организации, ЦШК отправил на турнир 3 мастеров). Во время соревнования неоднократно получал взыскания за нарушения спортивного режима. Накануне последнего тура в гостинице подрался с местным кандидатом в мастера спорта Михайловичем, о чем прибывшим на вызов нарядом милиции был составлен протокол. По итогам специального заседания общественной организации Юхтман был лишён звания мастера спорта и дисквалифицирован на 3 года (Михайлович получил год дисквалификации и был отстранен от тренерской работы).
В 1964 г. возвратился в Одессу, в 1972 г. эмигрировал в Израиль, затем переехал в США.

### Достижения
Участник чемпионата СССР 1959 г. (в 1-м туре выиграл партию у действующего на тот момент чемпиона страны М. Н. Таля)
Серебряный призер чемпионата Узбекской ССР 1950 г. Чемпион Узбекской ССР среди юношей 1950 г.
Чемпион Украинской ССР 1953 г. Серебряный призер чемпионата Украинской ССР 1964 г.
Чемпион Одессы 1953, 1964, 1967, 1969 гг. Чемпион Одесской области 1964 и 1967 гг.
Участник нескольких чемпионатов Москвы.
Победитель чемпионата ЦС ДСО «Спартак» 1957 г.
Победитель чемпионата Прибалтики 1958 г.
Победитель юбилейного турнира в честь 40-летия Советской армии (Москва, 1958 г.).
В составе сборной СССР участник матча СССР — Югославия (во 2-м и 3-м турах заменил на 8-й доске Э. Е. Гуфельда и выиграл 2 партии у М. Матуловича).

## Основные спортивные результаты
| Год  | Город           | Соревнование                                                          | + | − | = | Результат | Место |
| ---- | --------------- | --------------------------------------------------------------------- | - | - | - | --------- | ----- |
| 1949 | Ташкент         | Чемпионат Узбекской ССР                                               | 4 | 8 | 3 | 5½ из 15  | 14    |
| 1950 | Ташкент         | Чемпионат Узбекской ССР                                               |   |   |   |           | 3     |
|      |                 | Чемпионат Узбекской ССР среди юношей                                  |   |   |   |           | 1     |
| 1952 | Киев            | 21-й чемпионат Украинской ССР                                         | 6 | 5 | 4 | 8 из 15   | 7—9   |
| 1953 | Киев            | 22-й чемпионат Украинской ССР                                         | 8 | 1 | 4 | 10 из 13  | 1     |
| 1956 | Москва          | Чемпионат Москвы                                                      | 6 | 4 | 5 | 8½ из 15  | 4—5   |
|      | Тбилиси         | Полуфинал 24-го чемпионата СССР                                       | 6 | 4 | 9 | 10½ из 19 | 8—9   |
| 1957 |                 | Чемпионат ЦС ДСО «Спартак»                                            |   |   |   |           | 1—4   |
| 1958 | Москва          | Турнир 40-летия Советской армии                                       |   |   |   | 8 из 11   | 1     |
|      | Пярну           | Чемпионат Прибалтики                                                  |   |   |   | 7½ из 11  | 1—2   |
|      | Москва          | Чемпионат Москвы                                                      |   |   |   | 7½ из 15  | 7—9   |
|      | Баку            | Полуфинал 26-го чемпионата СССР                                       | 6 | 0 | 9 | 10½ из 15 | 2     |
| 1959 | Тбилиси         | 26-й чемпионат СССР                                                   | 4 | 6 | 9 | 8½ из 19  | 14    |
|      | Киев            | Матч СССР — Югославия (запасной, играл на 8-й доске с М. Матуловичем) | 2 | 0 | 0 |           |       |
|      | Москва          | Чемпионат Москвы                                                      | 6 | 3 | 6 | 9 из 15   | 4—5   |
|      | Тюмень          | Чемпионат Тюменской области                                           |   |   |   | 9½ из 13  | 2—4   |
| 1964 | Киев            | 33-й чемпионат Украинской ССР                                         | 9 | 2 | 8 | 13 из 19  | 2—3   |
| 1966 | Киев            | 35-й чемпионат Украинской ССР                                         | 5 | 4 | 8 | 9 из 17   | 9—10  |
| 1967 | Киев            | 36-й чемпионат Украинской ССР                                         |   |   |   | 7 из 13   | 19—23 |
| 1969 | Ивано-Франковск | 38-й чемпионат Украинской ССР                                         | 5 | 4 | 6 | 8 из 15   | 7—10  |